# دهستان دیزجرود شرقی
دهستان دیزجرود شرقی یکی از دهستان‌های استان آذربایجان شرقی است که در بخش قلعه‌چای شهرستان عجب‌شیر واقع شده‌است.